# Juanita du Plessis
Juanita (* 26. April 1972 als Juanita Naudé in Windhoek, Südwestafrika), mit bürgerlichem Namen Juanita du Plessis, ist eine in Südafrika lebende namibische Musikerin und Musikproduzentin. Sie singt vornehmlich auf Afrikaans Schlager und Popmusik und gilt neben Kurt Darren als bekanntester afrikaanssprachiger Künstler.

## Karriere
Seit dem Beginn ihrer Karriere 1998 erzielten Juanitas Alben und Singles unter anderem in Südafrika und Namibia zahlreiche erste Plätze in den Charts und Doppelplatin-Status. Ihr Ehemann Doepie ist gleichzeitig ihr Manager. Juanita veröffentlicht unter ihrem eigenen Musiklabel „Juanita Records“ und wird von WOW Music Distribution vertrieben.
Juanita verkaufte von 1998 bis 2008 mehr als eine Million Alben. Ihr größtes Konzert gab sie vor 72.000 Menschen im Rahmen des Loftus for Jesus 2008 in Johannesburg sowie in ihrer Heimat Windhoek am 16. Oktober 2010 vor 13.500 Zuschauern im Rahmen des Festivals Hart van Windhoek.

## Veröffentlichungen

### Alben (Auswahl)
- 1998: Juanita
- 1998: Young Hearts (Junge Herzen) (ZA: Platin)[1]
- 2001: Ek en Jy (Ska-rumba; Ich und Du) (ZA: ×3Dreifachplatin )
- 2002: Dis Waar Ek Wil Wees (Das ist, wo ich sein will) (ZA: ×2Doppelplatin )
- 2003: Jy Is… (Du bist…) (ZA: ×3Dreifachplatin )
- 2004: Altyd Daar (Immer da) (ZA: ×3Dreifachplatin )
- 2005: Bly By My (Bleib bei mir) (ZA: ×2Doppelplatin )
- 2006: Jou Skaduwee (Dein Schatten) (ZA: ×2Doppelplatin )
- 2008: 10 Jaare Platinum Treffers (10 Jahre Platinhits) (ZA: ×3Dreifachplatin )
- 2008: Bring Jou Hart (Bring Dein Herz), Duettalbum mit Theuns Jordaan (ZA: ×3Dreifachplatin )
- 2008: Volmaakte Kring (Perfekter Kreis) (ZA: ×3Dreifachplatin )
- 2008: Vlieg Hoog (Flieg hoch); meistverkauftes Gospelalbum Südafrikas mit 140.000 Stück (ZA: ×3Dreifachplatin )
- 2015: Country Hart (ZA: Gold)
- 2015: Gospel is Groot Vol. 1 (ZA: Gold)
- 2015: Wees Lig (ZA: ×3Dreifachplatin )
- 2015: Nashville (ZA: Platin)
- 2015: Toe Staan Die Wereld Stil (ZA: Platin)
- 2015: Engel van my Hart (ZA: ×3Dreifachplatin )
- 2015: Jy Voltooi My (ZA: ×2Doppelplatin )
- 2017: Koningskind (Gospel, Vol. 4)
- 2018: 20 Jaar Treffers van 2008–2018
- 2018: Hittegolf
- 2020: Dis Tyd

### Videoalben
- 2004: In Konsert (Im Konzert)
- 2006: Altyd Daar (Immer da) (ZA: ×2Doppelplatin )
- 2008: Bring Jou Hart (Bring Dein Herz)
- 2008: 10 Jaar Platunum Treffers Live (ZA: ×3Dreifachplatin )
- 2008: Tydloos (ZA: Platin)
- 2008: OP Haar Beste (ZA: ×3Dreifachplatin )

### Rundfunk
Juanita spielte zahlreiche Gastrollen in verschiedenen südafrikanischen Fernsehserien.

## Auszeichnungen
- 1997: Beste Sängerin, Beste Liedschreiberin (Country Music Association in Namibia)
- 1998: Beste Sängerin, Beste Liedschreiberin, Präsidentenauszeichnung für außergewöhnliche Leistungen (Country Music Association in Namibia)
- 2001: Lied des Jahres, Album des Jahres (GMT Noise Music Awards)
- 2005: Beste Sängerin, Beste Vokalisten (Tempo Awards)
- 2006: Beste Sängerin, Beste Vokalisten (Tempo Awards)
- 2006: Beste Sängerin (Spark Awards)
- 2007: Beste Sängerin, Beste DVD, Bestes Gospelalbum, Beste Gospelsängerin (Tempo Awards)
- 2007: Beste Sängerin, Bestes Album (Spak Awards)
- 2008: Bestes Lied (Kanna Award)
- 2008: Afrikas bestes Gospelalbum, Lied des Jahres (Sama Awards)
- 2008: Beste Sängerin, Beste DVD, Bestes Lied, Meistverkauftes Album (Tempo Awards)
- 2008: Bestverkauftes Album, Bester weiblicher Künstler (Spark Awards)